# Жарнівка
Жа́рнівка (Потік Жарнівка) — річка в Україні, в межах Новоушицького району Хмельницької області. Ліва притока Дністра (басейн Чорного моря). 

## Опис
Довжина 19 км. Площа водозбірного басейну 72,9 км². Долина у верхів'ях порівняно неглибока, нижче — глибока, V-подібна (місцями каньйоноподібна), з частково залісненими схилами. Є кілька ставків (у верхів'ях). 

## Розташування
Жарнівка бере початок між селами Шелестяни і  Борсуки. Тече переважно на південь і південний схід. Впадає до Дністра на південь від села Березівка. 
Над річкою розташоване село Зелені Курилівці.